# Józsi Jenő Tersánszky
Dans le nom hongrois Tersánszky Józsi Jenő, le nom de famille précède le prénom, mais cet article utilise l’ordre habituel en français Józsi Jenő Tersánszky, où le prénom précède le nom.
Józsi Jenő Tersánszky est un écrivain hongrois né le 12 septembre 1888 à Nagybánya en Hongrie (aujourd'hui Baia Mare en Roumanie) et mort le 12 juin 1969 à Budapest en Hongrie.

## Biographie
Premier enfant d'Etelka Fox et de Jakab Tersánszky il passe son enfance et sa jeunesse dans sa ville natale où son père employé à l'administration des mines mène une existence dissolue qui n'est pas un bon exemple pour un enfant mais une source d'inspiration pour le futur écrivain. La mésentente dans sa famille ne l'empêche pas, en 1906, à Nagybánya, d'obtenir son diplôme de fin d'études secondaires. Ensuite il se dirige vers la peinture puis la musique, deux arts qu'il pratiquera toute sa vie, avant de se lancer dans l'écriture par nécessité si l'on en croit ses confidences. En 1910, la revue Nyugat (« Occident ») publie ses premiers contes et à partir de cette date il n'arrête plus de produire.
Pendant la Première Guerre mondiale, engagé volontaire il est envoyé en 1918 sur front italien en tant que soldat de l'Empire austro-hongrois mais il est fait prisonnier. En 1919, libéré il regagne Budapest.
En 1921 il se marie avec Sári Molnár mais celle-ci meurt en 1960. Il se remarie en 1965 avec Margit Szántó.
Il meurt en 1969 et est inhumé au Cimetière de Farkasrét, à Budapest où l'on peut voir aussi, au 12 rue Avar, la maison qu'il habita pendant trente ans.

## Œuvres
- 1917 : Viszontlátásra, drága... (« Au revoir, chérie... »), son premier roman
- 1923 : Kakuk Marci ifjúsága (« La Jeunesse de Martin Coucou ») dont d'autres aventures paraissent en :
  - 1934 : Kakuk Marci a zendülők kőzt
  - 1935 : Kakuk Marci vadászkalandjai
  - 1936 : Kakuk Marci szerencséje
  - 1937 : Kakuk Marci kortesúton
- 1933 : Az amerikaí örökség (« L'héritage d'Amérique »)
- 1941 : Az amerikaí örökség (« L'héritage d'Amérique »)

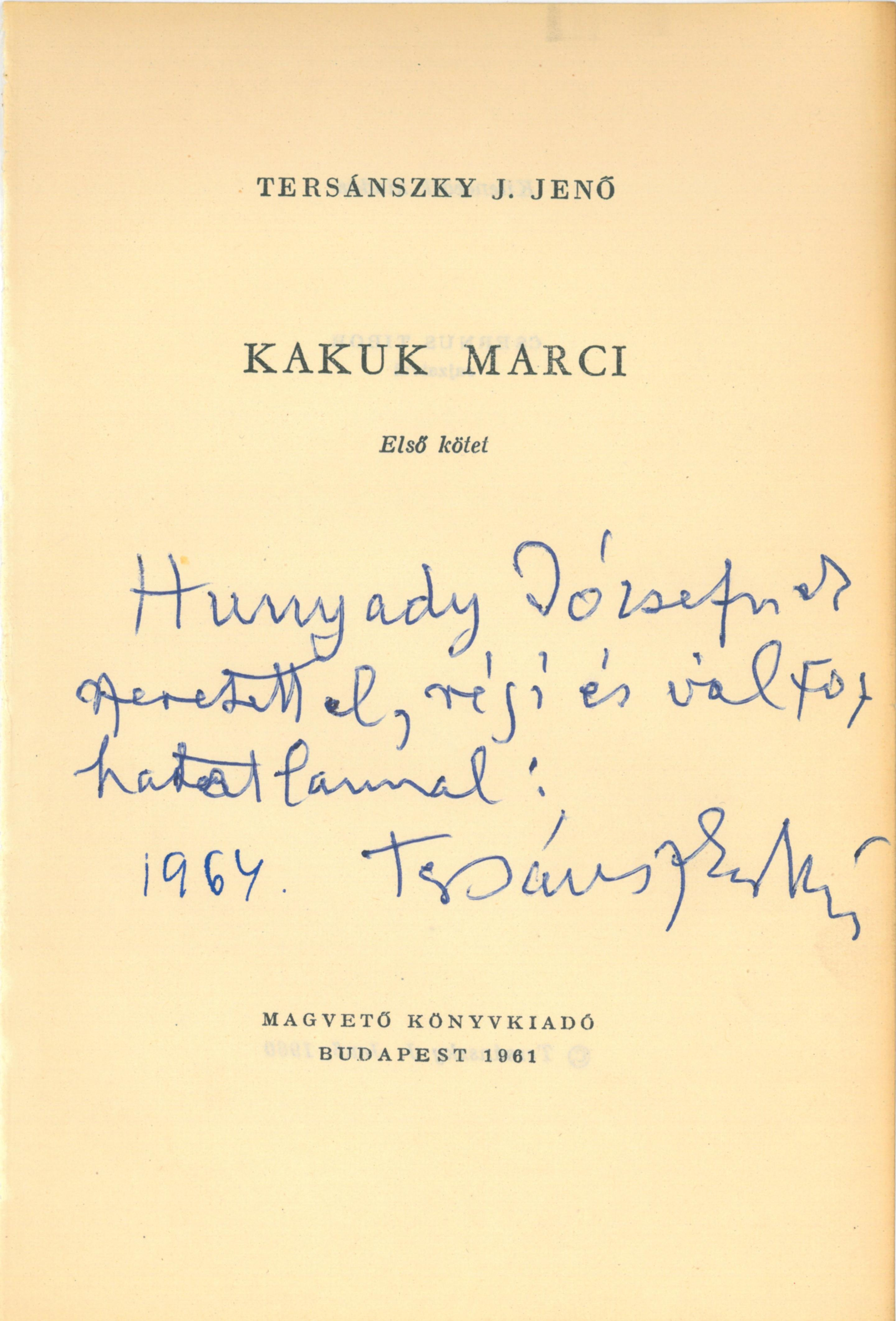
TersanszkyJJ

- 1953 : Misi Mókus kalandjai (« Misi, l'écureuil »)

## Récompenses
- En 1929, 1930, 1931, 1934 il obtient le prix Baumgarten et en 1949 le Prix Kossuth.